# جاسينتو روكي دي سينا بيريرا
جاسينتو روكي دي سينا بيريرا (بالبرتغالية: Jacinto Roque de Sena Pereira‏) هو عسكري وبحار برتغالي، ولد في 1784 في لشبونة في البرتغال، وتوفي في 28 يونيو 1850 في ريو دي جانيرو في البرازيل.